# Deltochilum lobipes
Deltochilum lobipes là một loài bọ cánh cứng trong họ Bọ hung (Scarabaeidae).